# Fred Ott
Pour les articles homonymes, voir Ott.
Frederick P. Ott (1860, New Jersey – 24 octobre 1936 West Orange (New Jersey)) était un employé du laboratoire de Thomas Edison dans les années 1890. Il apparaît dans deux des premières réalisations cinématographiques actuellement connues — l'enregistrement kinétoscopique d'un éternuement (en anglais : Edison Kinetoscopic Record of a Sneeze), connu sous le nom de L'Éternuement de Fred Ott (Fred Ott's Sneeze), photographié par William Heise, et dans Fred Ott Holding a Bird — tous deux réalisés en 1894. Dans le premier film, Ott prend une pincée de tabac à priser qui cause un éternuement.
« Ce modeste employé pourra néanmoins s’enorgueillir d’avoir été, sur les pas de Laurie Dickson, la première star au monde du cinéma. » Dans L'Éternuement de Fred Ott, le sujet est filmé cadré à mi-poitrine, ce qu’on appellera plus tard en français un plan rapproché.

## Filmographie
- Edison Kinetoscopic Record of a Sneeze (1894)
- Fred Ott Holding a Bird (1894)